# Юнгерманія гладенькоперіантієва
Юнгерманія гладенькоперіантієва (Jungermannia leiantha) — вид печіночників порядку юнгерманіальних (Jungermanniales).
Таксон вважається синонімом до Liochlaena lanceolata Nees

## Поширення
Батьківщиною є Європа, Азія, Північна Америка.
Росте на вологій, гнилій деревині та на безвапняному, вологому ґрунті, переважно на берегах струмків і на вільних від вапна каменях.

## Характеристика
Стебла виростають до 2,5 сантиметрів у довжину. Вони багаторозгалужені, розпростерті і мають світло-коричневі ризоїди. Бічні листки округло-прямокутні, удвічі довші за ширину. Кожна клітина листка містить від восьми до десяти великих масляних тілець. Коробочка видовжено-овальна, спори коричневі. Вид утворює виводкові тіла. Вони ростуть жовто-зеленими пучками на кінцях прямовисних лускатолистих пагонів.